# Либертад (департамент)
Департамент Либертад  (исп. Departamento de Libertad) — департамент в Аргентине в составе провинции Чако.
Территория — 1088 км². Население — 12158 человек. Плотность населения — 11,2 чел./км².
Административный центр — Пуэрто-Тироль.

## География
Департамент расположен на востоке провинции Чако.
Департамент граничит:
- на севере — с департаментом Хенераль-Донован
- на северо-востоке — с департаментом Примеро-де-Майо
- на юге — с департаментом Сан-Фернандо
- на западе — с департаментом Тапенага

## Административное деление
Департамент включает 3 муниципалитета:
- Пуэрто-Тироль
- Колония-Популар
- Лагуна-Бланка

## Важнейшие населенные пункты[3]
| № | Населённый пункт           | Населённый пункт (исп.)   | Категория | Население чел. (2010) | На карте                        |
| - | -------------------------- | ------------------------- | --------- | --------------------- | ------------------------------- |
| 1 | Пуэрто-Тироль              | Puerto Tirol              | город     | 8 819                 | 27°22′26″ ю. ш. 59°05′38″ з. д. |
| 2 | Лагуна-Бланка              | Laguna Blanca             | поселок   | 547                   | 27°15′20″ ю. ш. 59°13′59″ з. д. |
| 3 | Колония-Популар            | Colonia Popular           | поселок   | 191                   | 27°16′29″ ю. ш. 59°09′05″ з. д. |
| 4 | Эстасьон-Хенераль-Облигадо | Estación General Obligado | поселок   | 31                    | 27°24′43″ ю. ш. 59°25′11″ з. д. |